# Cinéma calédonien
Le cinéma néo-calédonien désigne la production cinématographique de Nouvelle-Calédonie.

## Histoire du cinéma en Nouvelle-Calédonie

### Les prémices du cinéma néo-calédonien
Inventé dans les années 1890, le cinéma ne tarde pas à arriver en Nouvelle-Calédonie, où les premières projections cinématographiques ont lieu à Nouméa dès 1897. Thomas Walter Hickson, ancien jockey australien, arrive en Nouvelle-Calédonie en 1895 et ouvre le Grand Cinéma, première salle de projection locale.
Dès les années 1930, des films de souvenirs sont tournés en film 8 mm. La plupart de ces bandes sont archivées aux Archives de la Nouvelle-Calédonie ou au Centre culturel Tjibaou.
En 1910, le Modern Cinéma, de Jean Chenevier, est la première salle de projection, sur groupe électrogène, avec accompagnement musical au piano.
En 1912, le Grand Cinéma Calédonien le concurrence.
En 1930, la troisième salle ouvre, le Central Ciné Théâtre, devenu le Rex.
En 1935, le Grand Théâtre permet la projection des films parlants : La Tendresse d'André Hugon.

### Les années 1960-1970: la naissance du Western néo-calédonien
En 1957, le jeune cinéaste Paul K. Dupré tourne son premier court-métrage en 8 mm : Mort de Caligula, empereur de dieu. En 1967 il réalise Diana, un polar de trente minutes tourné en format 16 mm.
Par la suite, alors que l'O.R.T.F. Télé Nouméa crée en 1965 (qui deviendra FR3-Nouvelle-Calédonie, en 1975, et RFO Nouvelle-Calédonie, en 1982) ne diffuse que quelques journaux télévisés locaux, Paul K. Dupré, projectionniste à Nouméa, se lance dans le tournage de longs-métrages, se revendiquant « cinéaste amateur » et donne naissance à un style cinématographique local : le western néo-calédonien. Les paysages de plaines sauvages que l'on retrouve sur la côte ouest de l'île ne sont pas sans rappeler l'ouest américain et offrent ainsi des décors naturels propices à ce genre cinématographique. 
Ces westerns racontent généralement la vie des pionniers d'origines européennes au temps de la Nouvelle-Calédonie coloniale et les affrontements avec les populations mélanésiennes, ou plus simplement des histoires censées se dérouler au Far West américain. Paul K. Dupré en restera le représentant le plus notable, avec des films comme Lorsque vint le temps des pionniers (1968), Poussière de sang (1972) ou encore Masterson et Madden (1976).

### Les années 1980-90: la diversification du cinéma néo-calédonien
Parallèlement aux programmes réalisés localement par RFO Nouvelle-Calédonie, Paul K. Dupré tourne La Montagne des sources en 1980, film sur les légendes kanak. Il alterne par ailleurs entre polars (Sam en 1977 ou M comme meurtre en 1984) et un film  d'anticipation (L'âge de cendre, 1984).
Au début des années 1980, les caméras VHS se répandent sur le marché néo-calédonien, en succédant au format Super 8 familial, ainsi que les formats Betamax et Betacam, pour les professionnels de l’image, jusqu’à la petite Hi-8 au début des années 1990. Ce sont déjà les prémices de la démocratisation de la réalisation de films en Nouvelle-Calédonie.
Paul K. Dupré fonde le Groupe Edison et forme des cinéphiles à la réalisation de courts-métrages amateurs, comme sa fille, Daina Dupré, ainsi qu'Alain Houdan, Alain Pactat, Yan Delage, Jimmy Janet.
L'association Sci-Fi Club de Nouméa est aussi fondée, en décembre 1985, et réunit des jeunes autour d'une passion : le fantastique, la science-fiction dans le cinéma, la littérature, la bande-dessinée. 
À partir de l'année 1986, plusieurs adhérents réalisent des courts-métrages amateurs sur différents thèmes du cinéma de genre. Certains de ces adhérents ont suivi des cours particuliers avec Paul K. Dupré, et certains encore, se sont professionnalisés dans la réalisation en Nouvelle-Calédonie comme Jimmy Janet.
Dans la logique de Mélanésia 2000, en 1975, puis lors du retournement de la majorité à l' Assemblée territoriale, en juin 1982, Jean-Marie Tjibaou devient vice-président du Conseil de gouvernement de Nouvelle-Calédonie en juin 1982. 
Il crée en octobre de la même année, l'Office culturel scientifique et technique canaque (OCSTC) produisant un certain nombre de documentaires dans le cadre du futur collectage du patrimoine oral kanak. Remplacé par l'Office néo-calédonien des cultures, l'OCSTC cède sa place en 1988 à l'agence de développement de la culture kanak (ADCK), dans le cadre des Accords de Matignon.
En 1988, le cursus du bac A3 audiovisuel est créé à l'instigation de Marie-Paule Veyret au lycée Lapérouse de Nouméa, avant de devenir bac L option cinéma en 1996. Plusieurs générations de bacheliers néo-calédoniens sont ainsi initiés aux arts audiovisuels, réalisant leurs propres courts-métrages d'examen. 
Même si ces jeunes doivent souvent quitter la Nouvelle-Calédonie pour continuer dans cette voie. Notamment en raison de la non existence de structure de formation privée ou d'études supérieures dans ce domaine. Ceci, dans aucune des trois provinces de la Nouvelle-Calédonie, en dépit de l'existence d'une école d'arts plastiques à Nouméa, au cours des années 1990.
L'embauche n'étant pas assurée pour leur retour des études, et moins encore ces dernières années, les étudiants néo-calédoniens, ont longtemps eu comme seules options, de réaliser des piges ou être employés à  Nouvelle-Calédonie 1re, ou de créer leur propre entreprise. 
Et ceci, et en 2013, à cause des enjeux politiques néo-calédoniens, seuls les réalisateurs sous contrat avec la chaîne de télévision d'état ou avec des maisons de productions métropolitaines, peuvent prétendre pouvoir être affiliés au  Centre national du cinéma et de l'image animée (CNC). Aucun statut administratif n'ayant encore été mis en place par la province sud, et son Bureau d'Accueil des Tournages (BAT), ou par le Gouvernement de la Nouvelle-Calédonie et sa « case des artistes ».
Au cours des années 1980, les tensions politiques entre communautés sont fortes en Nouvelle-Calédonie. Elles atteignent leur paroxysme avec la prise d'otages d'Ouvéa en 1988. En réponse à cela, et  puis des accords de Matignon, l’ADCK (Agence de développement de la culture kanak) a organisé des résidences avec les Ateliers Varan pour assurer une production locale de documentaires. 
Des réalisateurs comme Désiré Kabwa Menrempon, Elie Peu, Brigitte Whaap et Brigitte Travant en sont les actuels représentants. Le support VHS, puis numérique participant déjà, depuis le début des années 1990, au collectage du patrimoine oral kanak de l'ADCK. Appuyé par un archivage privé et nominatif par aires coutumières opéré par Emmanuel Kasarérhou. Ensuite, par Emmanuel Tjibaou, au sein du Département Patrimoine et Recherches de l'ADCK. 
Le Centre culturel Tjibaou continuera à participer, au cours des années 2000, à la création et à la production de documentaires et de vidéos artistiques liés à la culture kanak dans l'axe politique de l'accord de Nouméa.
Ainsi, Gilles Dagneau tourne plusieurs documentaires, pour l'ADCK ou produit par AAA Productions comme Tjibaou, le pardon, Tjibaou, la parole assassinée, Le gendarme Citron et des moyens métrages de fiction (Tiâno, la parole déchirée).
Dans les années 1980 et 1990, en plus du Centre Territorial de Documentation Pédagogique (CTRDP), un certain nombre de sociétés de production et de réalisateurs indépendants tournent des documentaires diffusés sur RFO 1 et 2. C'est le cas de Pierre Tripodi, J.F. Huglo, Pascal Szymanski (Alligator Productions).

### Les années 2000: l'aboutissement de la démocratisation du cinéma amateur néo-calédonien vers sa professionnalisation.
Avec l'essor du numérique et la démocratisation du montage vidéo, le cinéma amateur néo-calédonien va connaître un important développement dès la fin des années 1990. La création est par ailleurs encouragée par la création du concours de court-métrage mis en place par le Festival de cinéma de La Foa (créé en 1999).
C’est dans cette optique que des vidéastes comme Manuella Ginestre, Roland Rossero, Alex Bardel, Olivier Gresse, Jean-Michel Boré (ingénieur de l'Institut de recherche pour le développement de Nouvelle-Calédonie (IRD) et spécialisé en images sous-marines au sein de sujets de fiction), Fabien Cailleau, David Minguez (premier vidéaste indépendant à populariser l'animation 3D, avant de s'associer pour la création de la boîte de production Banana Studio), Michel Besse, Stéphane Baillet, Jimmy Janet, Claude Beaudemoulin, Vincent Lépine, Jessy Deroche, Matthieu Perrochaud ou Jeoffrey Dumont, Christophe Martin, Clément Bouchet et Benjamin de los Santos se font remarquer pour leurs productions de qualité, dans des genres très différents.
Plus récemment, Erwann Bournet et Christophe Maunier (de Ninja Prod.) se font aussi connaître avec le Marathon de l'Image. Certains jeunes vidéastes émergent aussi de divers autres concours de courts-métrages, comme celui de l'EGC. Le Marathon de l'Image qui est un concours, créé en 2007, et qui participe à l'éducation à l'image, s'étendra, en 2011, à la province Nord de la Nouvelle-Calédonie.
Dès 2004-2005, la mission du Bureau d'accueil des tournages de la province Sud en Nouvelle-Calédonie (BAT) est de permettre aux productions françaises et étrangères (longs métrages, courts métrages, émissions TV, publicités, documentaires…) de mener à bien leur projet de films sur l'ensemble du territoire et des îles de la Nouvelle-Calédonie. Grâce à l'aide de pré-repérages et de propositions de techniciens et comédiens résidents sur le territoire.  
À partir de 2005, la Province Sud participera à l'aide à la création audiovisuelle, en proposant des concours de scénarios et d'aide à la réalisation de courts-métrages.  
Dès 2008-2011, de nouveaux métiers indépendants fleurissent à Nouméa, grâce à la multiplication de tournages de documentaires métropolitains, ainsi qu'à l'immigration de métropole favorisée par les tournages éphémères, puis par la crise économique : les script-girls, les chefs opérateurs, les preneurs de sons, les maquilleuses, les directeurs de casting, les régisseurs, les chargés de production. 
Dans la logique de sauvegarde et de patrimoine d'Henri Langlois, la Province Sud a mis en place un dispositif d'archivage de consultation intranet au Centre culturel Tjibaou, au Centre socio-culturel de Païta, à la bibliothèque Bernheim, ainsi qu'au BAT, des courts-métrages de fiction calédoniens avec Courts-en-Ligne. 
Face à la production de films de fiction locaux de qualité, plusieurs associations ont commencé à promouvoir ces réalisations. C'est le cas de Kassiopée et de ses Carrefours des Arts de 2005 et 2006 (au château Hagen et au Faré de Magenta), ou encore du Cri du Cagou avec ses festivals de 2007 et 2008 (au centre d'art de Nouméa). Plus institutionnellement, le cinéma Rex de Nouméa et le Centre d'art de Nouméa (association Calciné) participent largement à la création de courts métrages et à l'utilisation des divers supports numériques en direction des jeunes. 
Depuis 2006-2007, de nombreux ateliers audiovisuels se créent dans les milieux scolaires, encouragés par la mise en place d'un statut d'encadreur sous la forme d'interventions artistiques, par le vice-rectorat de la Nouvelle-Calédonie, la Mission des Affaires Culturelles, devenue la Direction des Affaires Culturelles et Coutumières en 2009, dans le cadre du transfert des compétences vers le Gouvernement de la Nouvelle-Calédonie.
Depuis 2008, Internet est devenu une passerelle pour nombre de réalisateurs amateurs néocalédoniens qui utilisent les réseaux sociaux et divers blogs pour se faire connaître. C'est le cas notamment de Clément Bouchet et de Benjamin de los Santos (de ZM Prod.) qui popularisent de cette manière, en 2008, leur court-métrage d'horreur Zombie Madness. 
Des tentatives de Web-TV ont été proposées en 2008, avec Tatele.NC, en 2009 avec La Télé du Cagou, puis en 2011 avec Koodji TV. Une démarche qui se précise mieux ces dernières années.
L'accès à Internet et aux outils de réalisation, comme la HD (Haute Définition) devenant accessibles à tout un chacun. Ainsi, deux Web-séries de fiction, réalisées par de jeunes vidéastes amateurs, sont apparues en 2012 et 2013, avec celle de XD Prod. et plus particulièrement avec Les Deux. Une série axée sur le thème du destin commun partagé par la jeunesse. Mais déjà, à partir de 2011, le jeune humoriste Kingätz proposait aussi, un avant goût de Web-série avec ses détournements parodiques de classiques du cinéma sur YouTube. 
En 2012-2013, la créatrice du blog féminin, Mademoiselle L. s'est aussi essayée à la diffusion d'une mini Web-série humoristique.
À partir de 2005, diverses associations culturelles, encouragées par la presse indépendante comme Les Infos et Le Chien Bleu inciteront Nouvelle-Calédonie 1re a promouvoir les courts-métrages locaux en créant, en 2008, l'émission Storyboard animée par Jessy Deroche, ainsi que l'émission Zic Clip, en 2011, animée par Janice, permettant à nombre de vidéastes indépendants de percevoir des frais de diffusion. 
En 2007, Nouvelle-Calédonie 1re, achetait aussi à Imagin' Productions une série humoristique de deux saisons, Chez Nadette qui est la seconde série télévisée entièrement locale (après "Une Famille très Pacifique" réalisée en 2002 par la Télévision Éducative). Suivront Wouk d'après vous, en 2009, par Banana Studio, Taxical, en 2011, par Tita Productions, ainsi que Les Margouilles, en 2013, de nouveau par Banana Studio. Néanmoins, une mini série télévisée interactive pour adolescents avait déjà été réalisée et diffusée sur Nouvelle-Calédonie 1re, en 2002, grâce à la Télévision Éducative (TVE) avec Une famille très Pacifique. À partir de 2011, la production locale de documentaires suivra ce même parcours, et s'accentuera avec la création de l'émission Itinérance animée par Patrick Durand-Gaillard.
En province nord, à la suite de nouveaux ateliers Varan qui sont dispensés à Koné, la création du Festival du documentaire, Ânûû-rû âboro, en 2007, qui devient, avec les années, producteur et diffuseur, a permis l'émergence de nouveaux réalisateurs calédoniens de documentaires. 
Leurs films sont régulièrement exportés dans divers festivals de la région pacifique. Toujours dans le nord, en 2011-2012, la création de la chaîne NCTV en Province Nord a permis la formation de jeunes réalisateurs de reportages et de clips musicaux.
Les réalisateurs et producteurs indépendants de documentaires existent aussi, depuis plusieurs décennies, en Province Sud. Actuellement, les plus actives sont Néo Productions, Imagin' Productions, Concept production, Melting Prod., et quelques autres sociétés.
L'humoriste Francky Lewis co-réalise avec Bruno Rouvière et André Gaspard, le long-métrage humoristique de fiction, Plus jamais sans ma sœur en 2011, qui sera directement édité en DVD.
La professionnalisation des scénaristes n'existant par encore en Nouvelle-Calédonie, leur travail n'étant toujours pas protégé par la Société des Auteurs, Compositeurs et Éditeurs de Nouvelle-Calédonie (SACENC), et ceci malgré quelques formations dispensées en province Sud, seuls quelques cas marginaux sont à noter : celui de Karine Briand
Elle est lauréate du concours de scénario proposé par la Province Sud en 2008. Elle a offert son texte et son prix au réalisateur Fabien Cailleau pour le film Mademoiselle Rose (2011). Le journaliste, Fabien Dubedout, quant à lui, propose régulièrement sa participation amicale, à des courts-métrages et des clips néo-calédoniens.
Plus récemment, le cinéma néo-calédonien semble connaître un tournant avec la sortie de Ni 28. Un long-métrage fantastique de qualité professionnelle, et exploité dans le multiplexe nouméen, en 2013. 
Un ouvrage mettant en scène un jeune héros (interprété par Florent Bouygues) aux prises avec des morts-vivants infectés par un virus mystérieux. Le film a été réalisé par Terence Chevrin et produit par la maison de production Niaouliwood. Le film est annoncé comme le premier opus d'une trilogie.

## Films tournés en Nouvelle-Calédonie
Un grand nombre de documentaires télévisés touristiques ou retraçant les différents accords politiques sont tournés régulièrement « localement », mais finalement très peu de films de fiction métropolitains ont été réalisés en Nouvelle-Calédonie. On peut néanmoins citer L'espionne sera à Nouméa (1960) de Georges Péclet L'Île la Plus Proche du Paradis (1984, Tengoku ni Ichiban Chikai Shima) de Nobuhiko Ôbayashi, Le Bal du gouverneur (1990) de Marie-France Pisier,  Atlantis (1991) de Luc Besson, ou le téléfilm Louise Michel (2010) de Sólveig Anspach. L'Ordre et la Morale de Mathieu Kassovitz (2011), bien que traitant d'un épisode de l'histoire néo-calédonienne (la prise d'otages d'Ouvéa), fut tournée en Polynésie française en raison de résistances politiques et coutumières en Nouvelle-Calédonie.